# 구멍 (2000년 영화)
"구멍"은 2000년에 개봉한 대한민국의 영화이다.

## 캐스팅
- 안성기 : 외과의사 나 역
- 김민 : 선영 역
- 사현진 : 유라 역
- 방은진 : 미장원 여인 역
- 명계남 : 오 변호사 역
- 서민영 : 아내 역
- 이호성 : 파티 호스트 역
- 심철종 : 지하철 남자 역
- 권남희 : 여판사 역
- 백수장 : 주유원 역
- 배중식 : 대원 2 역
- 최홍일 : 음주단속 경찰 역
- 이유신 : 파티장 여자 역
- 김여랑 : 간호사 역
- 김주연 : 어린 수연 역